# Купин, Фёдор Николаевич
Фёдор Николаевич Купин (26 мая 1923 — 1 апреля 1988) — красноармеец 5-й отдельной гвардейской воздушно-десантной разведывательной роты 1-й гвардейской Звенигородско-Бухарестской Краснознамённой ордена Суворова воздушно-десантной дивизии 53-й армии 2-го Украинского фронта, гвардии рядовой. Герой Советского Союза.

## Биография

### Ранние годы
Фёдор Николаевич Купин родился 26 мая 1923 года в станице Гиагинская Адыгейской АО Краснодарского края (ныне Республика Адыгея) в семье русского рабочего. Отец Фёдора погиб, когда тому было три года, и в 1928 году мать с пятью детьми переехала в Грозный. В 1935 году Фёдор Николаевич окончил 4 класса, после чего работал конюхом, мастером-сапожником, а затем — заведующим сапожной мастерской. Увлекался лёгкой атлетикой и футболом.

### Участие в Великой Отечественной войне
9 марта Купин был призван ряды вооружённых сил и с 20 марта 1942 года нёс службу в действующей армии. Воевал стрелком, разведчиком на Северо-Кавказском и 2-м Украинском фронтах. Неоднократно ходил за линию фронта с целью захвата пленных и сбора разведданных. Был несколько раз ранен и контужен.
В ночь на 28 июня 1944 года красноармеец Купин принял участие в захвате «языка». Находясь в группе поддержки и обеспечивая отход разведгруппы с пленным, Купин автоматным огнём уничтожил пулемётный расчёт и забросал гранатами блиндаж противника. За смелость и решительность в той вылазке Купин был награждён медалью «За отвагу».
После завершения Ясско-Кишинёвской операции 1-я гвардейская воздушно-десантная дивизия вышла к городу Дета (Румыния), превращённого немцами в крупный опорный и оборонительный пункт. 16 сентября 1944 года за линию фронта была отправлена разведгруппа, в составе которой находился красноармеец Купин. Пройдя нейтральную зону, группа устроила засаду на дороге. Увидев ехавшие по дороге грузовик с пехотой и легковой автомобиль, разведчики открыли огонь. Уничтожив гранатами и автоматным огнём грузовик, разведчики обнаружили в легковой машине майора вермахта. На обратном пути группа была вынуждена отбиваться от противника, но с успехом доставила пленного в штаб. Полученные ценные сведения были использованы для атаки города Деты, в результате которой немцы были вынуждены отступить.
При выполнении задания под венгерским городом Карцаг Купин проник в расположение противника; разведал характер и систему обороны, огневые средства и, уничтожив двух пулемётчиков, благополучно вернулся в расположение своих войск. За мужество и отвагу Купин был награждён орденом Красной Звезды.
5 ноября 1944 года, дивизия Купина с боями подошла к реке Тиса южнее города Тисафюред (Венгрия) и с ходу начала её форсирование. С целью разведки противоположного берега первыми переправились разведчики во главе с Дмитрием Лытиным, которые тут же были вынуждены вступить в бой. К ним на помощь быстро перебралась одна из рот 3-го гвардейского стрелкового полка. Заняв маленький плацдарм, советские солдаты на протяжении 11 часов вели с превосходящими силами противника, отразив пять контратак. Боеприпасы, в том числе трофейные, подходили к концу: ни одна лодка поддержки не смогла пробраться на помощь из-за плотного артиллерийско-миномётного и пулемётного огня. Тогда гвардии рядовой Купин и его сослуживец гвардии сержант Пётр Лытанов вызвались доставить боеприпасы на правый берег Тисы. Лодка двух гвардейцев получила несколько десятков пробоин, но Купин, зажав самую большую дыру коленом, продолжал вычерпывать воду, пока Лытанов работал вёслами, маневрируя среди снарядных разрывов. Приблизившись к берегу, бойцы выпрыгнули в воду и принялись толкать лодку руками, но она затонула. Тогда разведчики, погрузив ящики с боеприпасами на плечи, продолжили путь к берегу вплавь. К этому времени гитлеровцы пошли в шестую контратаку, но Купин и Лытанов успели вовремя доставить патроны и тут же сами вступили в бой. Всего защитники плацдарма отразили 9 вражеских контратак, которые порой переходили в рукопашную. В ходе одной из них Купин захватил вражеский пулемёт и открыл ураганный огонь по противнику, уничтожив до 40 немцев.
Благодаря героическим действиям защитников плацдарма, на нём сумел сосредоточиться батальон, усиленный пулемётами, миномётами и артиллерийскими орудиями, который перешёл в наступление, вклинившись в оборону противника. Проникнув в расположение немцев, Купин (контуженный в ходе боя) и Лытанов обнаружили в стоге сена двух немецких артиллерийских корректировщиков, которые тут же были обезврежены и доставлены под огнём противника в штаб дивизии. Полученные от них данные были использованы для дальнейшего продвижения войск.
Указом Президиума Верховного Совета СССР от 24 марта 1945 года за образцовое выполнение заданий командования в борьбе против немецко-фашистских захватчиков и проявленные при этом мужество и героизм гвардии рядовому Купину Фёдору Николаевичу было присвоено звание Героя Советского Союза с вручением Ордена Ленина и медали «Золотая Звезда». Аналогичной награды был удостоен и Павел Лытанов.
Успешно развивая наступление, дивизия вступила в Чехословакию. В районе крупного населённого пункта Бреги Купин в очередной раз был отправлен в расположение противника, уже в качестве командира разведгруппы. Захватив часового, группа выдвинулась назад, но бесшумно ей уйти не удалось. В результате, разведчики были вынуждены отбиваться от солдат противника и с успехом выполнили эту задачу. Гвардии сержант Купин был награждён орденом Отечественной войны 1 степени.

### После войны
В 1945 году гвардии сержант Купин был демобилизован и вернулся в Грозный. Спустя 10 лет Купин переехал в станицу Гиагинская, где работал на строительстве сахарного завода. С 1958 года жил в Майкопе и работал шофёром на автобазе. Принимал активное участие в военно-патриотическом воспитании молодёжи.
1 апреля 1988 года Фёдор Николаевич Купин погиб в автокатастрофе на трассе Ростов-на-Дону — Баку.
Похоронен в Майкопе.

## Награды
- Медаль «Золотая Звезда».
- Орден Ленина.
- Орден Отечественной войны I степени (дважды).
- Орден Красной Звезды.
- Медаль «За отвагу».
- Медаль «За победу над Германией в Великой Отечественной войне 1941—1945 гг.».
- Юбилейная медаль «Двадцать лет Победы в Великой Отечественной войне 1941—1945 гг.».
- Юбилейная медаль «Тридцать лет Победы в Великой Отечественной войне 1941—1945 гг.».
- Медаль «Сорок лет Победы в Великой Отечественной войне 1941-1945 гг.».

## Память

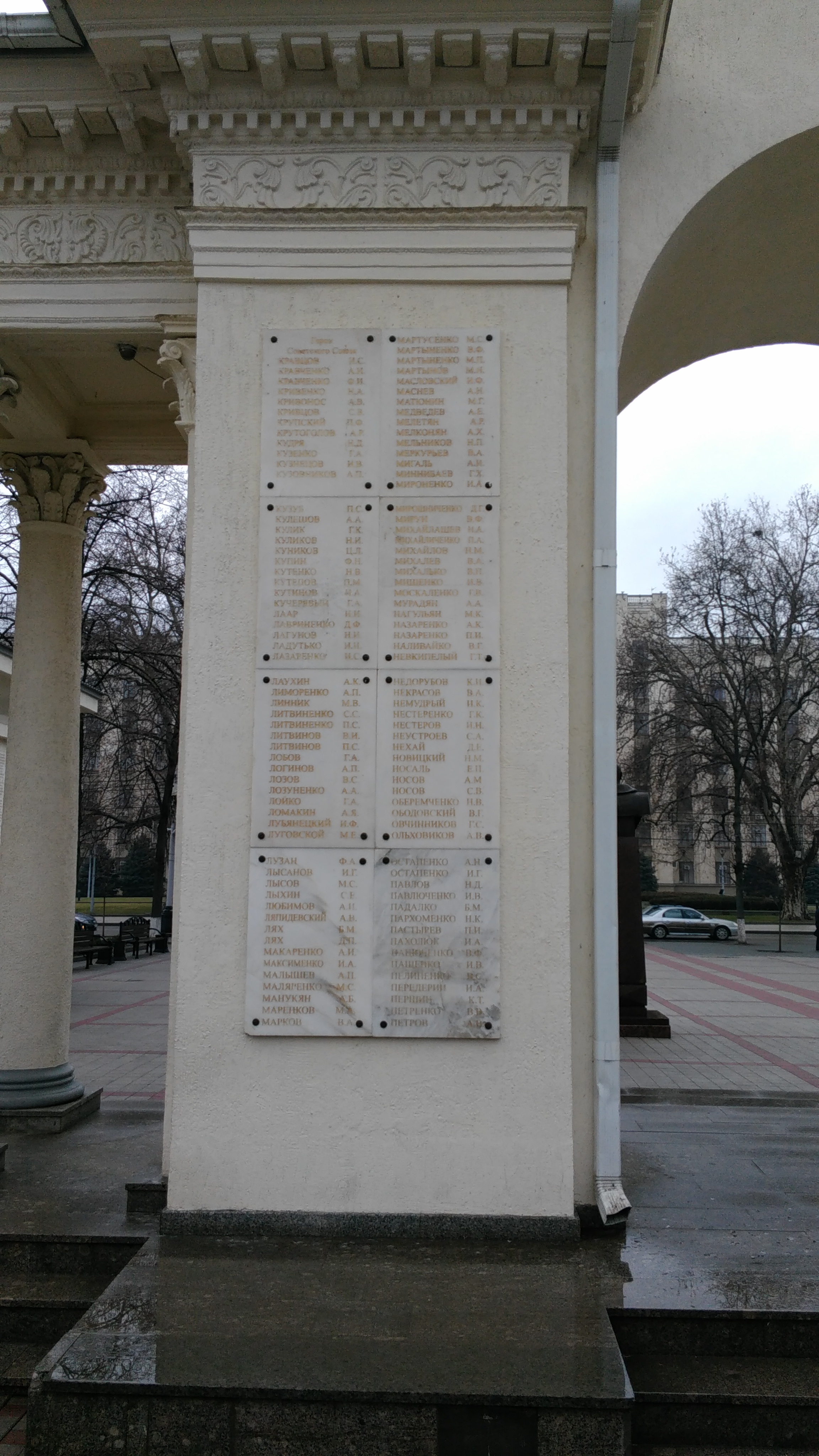
Имя Героя на мемориальной арке в Краснодаре. (Г-Пе)

- Имя Героя увековечено на мемориальной арке в Краснодаре.
- Имя Героя высечено золотыми буквами в зале Славы Центрального музея Великой Отечественной войны в Парке Победы города Москва.
- На могиле Героя установлен надгробный памятник.
- Имя Героя носит переулок в станице Гиагинской Республика Адыгея.
- В Майкопе в доме по улице Коммунаров, где жил Герой, висит мемориальная доска.